# Klippljusapparat

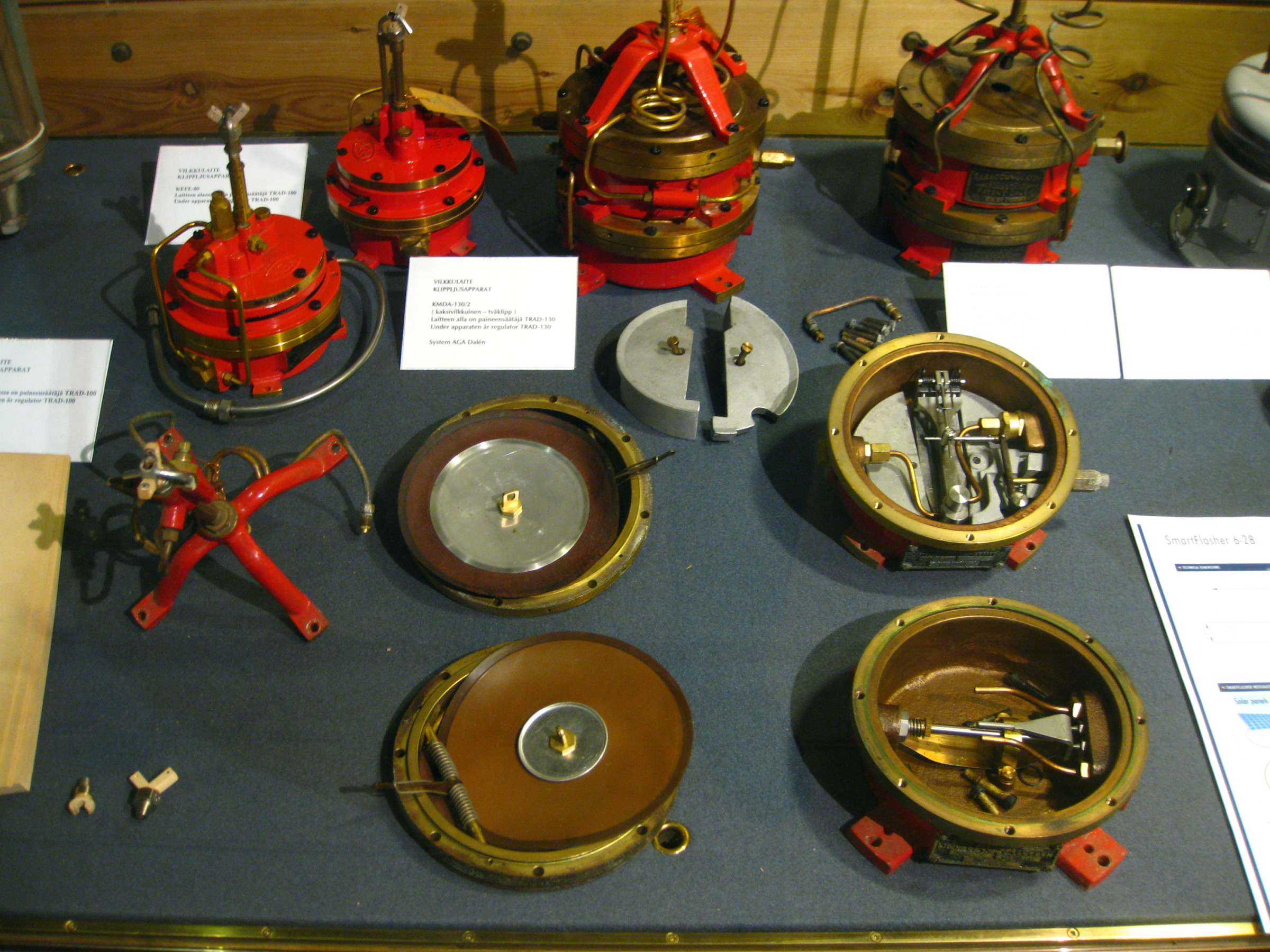
Ett urval av klippljusapparater. I mitten en isärmonterad apparat med regulator (nederst) och klippapparat (ovanför).

Klippljusapparaten är en uppfinning för gasdrivna fyrar som gör att de kan blinka. Den uppfanns av Gustaf Dalén och lanserades 1906. Denna är rund med ett membran till lock. En ventiltunga finns fästad vid till- och avloppsöppningarna för gasen och med en fjäder kopplad till membranet. När man släpper på gasen lyfts membranet och drar över tungan till andra läget. Tilloppet stängs och avloppet, som leder till brännaren, öppnas. Mycket snart har så mycket gas strömmat ut att tungan återgår till det ursprungliga läget. På detta sätt upprepas förloppet. I brännaren tänds gasen av en mycket liten evighetslåga. Då lilla lågan krävde mycket mindre gas än den stora och minskade gasbehovet med 90%.